# Agaonidae
I moscerini dei fichi (Agaonidae Walker, 1846) sono una famiglia di insetti dell'ordine degli Imenotteri.
(Guido Grandi, Gli insetti dei caprifichi, 1923)

## Descrizione

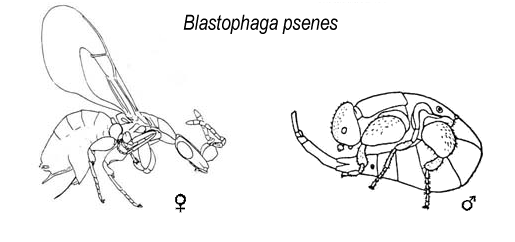
Dimorfismo sessuale in Agaonidae (Blastophaga psenes)

Le Agaonidae sono caratterizzate da un marcato dimorfismo sessuale: la femmina è un insetto di piccole dimensioni, dotato di ali con venatura marginale perpendicolare al margine anteriore, mentre il maschio è in genere privo di ali (o con ali molto rudimentali).
Le zampe mediane sono visibilmente più sottili di quelle anteriori e posteriori.
Le femmine hanno un ovipositore chiaramente estroflesso, in alcune specie molto lungo. 
I maschi hanno robuste mandibole.

## Biologia
Il ciclo vitale di ogni specie di Agaonidae è associato ad una specie del genere Ficus; le specie della sottofamiglia Agaoninae si comportano da impollinatori, mentre le altre specie sono prevalentemente parassiti degli impollinatori o gall-formers di altre parti del fico.
Il ciclo vitale del maschio si esaurisce all'interno del siconio del fico: il suo ruolo è quello di accoppiarsi con la femmina e quindi, con le sue robuste mandibole, di aprirle una via di uscita (è il contrario di quanto avviene tra gli Strepsiptera, in cui la femmina non lascia mai l'ospite). La femmina una volta fecondata lascerà il fico ospite per andare a deporre le uova su altri fichi, portando così a compimento la impollinazione.

## Coevoluzione
La pianta ed il relativo imenottero impollinatore sono completamente dipendenti l'uno dall'altro, dal momento che ogni specie di Ficus può essere impollinata solo dalla appropriata specie di insetto, e ogni specie di insetto non può riprodursi al di fuori della appropriata specie di pianta. È il caso, per citare l'esempio più noto, del fico comune (Ficus carica) e della Blastophaga psenes.
Una relazione così stretta fa supporre che entrambi i gruppi discendano da progenitori comuni: un Ficus ancestrale ed il suo insetto impollinatore, da cui per successiva speciazione si sono evolute le attuali specie. Si tratterebbe di un tipico caso di coevoluzione, anche se l'esatto meccanismo di tale fenomeno non è ancora del tutto compreso. Esistono delle eccezioni: per esempio due differenti specie africane, Ceratosolen arabicus e Ceratosolen galili, possono interagire sia con Ficus sycomorus che con Ficus mucuso.

## Tassonomia
La famiglia delle Agaonidae comprende tradizionalmente 71 generi e 723 specie, suddivisi in 6 sottofamiglie.
In realtà esistono divergenze tra gli entomologi sugli esatti confini della famiglia.
Recenti studi filogenetici,  basati sulla analisi degli acidi nucleici,  indicherebbero che solo le specie della sottofamiglia delle Agaoninae dovrebbero essere classificate come Agaonidae mentre Sycoecninae, Otitesellinae e Sycoryctinae andrebbero incluse nella famiglia delle Pteromalidae. Ancora incerta, secondo tali studi, la collocazione di Sycophaginae e Epichrysomallinae.

### Sottofamiglia Agaoninae
Comprende 23 generi che raggruppano 347 specie. 
- Agaon Dalman, 1818
- Alfonsiella Waterston, 1920
- Allotriozoon Grandi, 1916
- Blastophaga Gravenhorst, 1827
- Ceratosolen Mayr, 1885
- Courtella Kieffer, 1912
- Deilagaon Wiebes, 1977
- Dolichoris Hill, 1967
- Elisabethiella Grandi, 1928
- Eupristina Saunders, 1882
- Kradibia Saunders, 1883
- Liporrhopalum Waterston, 1920
- Nigeriella Wiebes, 1974
- Paragaon Joseph, 1959
- Pegoscapus Cameron, 1906
- Platyscapa Motschoulsky, 1863
- Pleistodontes Saunders, 1882
- Sycophilomorpha Joseph & Abdurahiman, 1969
- Sycobiomorphella Abdurahiman, 1967
- Sycophilodes Joseph, 1961
- Tetrapus Mayr, 1885
- Waterstoniella Grandi, 1921
- Wiebesia Bouček, 1988

### Sottofamiglia Epichrysomallinae
Comprende 13 generi che raggruppano 37 specie. 
- Acophila Ishii, 1934
- Asycobia Bouček, 1988
- Camarothorax Mayr, 1906
- Epichrysomalla Girault, 1915
- Eufroggattisca Ishii, 1934
- Herodotia Girault, 1931
- Josephiella Narendran, 1994
- Meselatus Girault, 1922
- Neosycophila Grandi, 1923
- Odontofroggatia Ishii, 1934
- Parapilkhanivora Farooqi, 1973
- Sycobia Walker, 1871
- Sycotetra Bouček, 1981

### Sottofamiglia Otitesellinae
Comprende 14 generi che raggruppano 75 specie. 
- Aepocerus Mayr, 1885
- Comptoniella Wiebes, 1992
- Eujacobsonia Grandi, 1923
- Grandiana Wiebes, 1961
- Grasseiana Abdurahiman, 1968
- Guadalia Wiebes, 1967
- Heterandrium Mayr, 1885
- Lipothymus Grandi, 1922
- Micranisa Walker, 1875
- Micrognathophora Grandi, 1922
- Otitesella Westwood, 1883.
- Philosycella Abdurahiman , 1976
- Philosycus Wiebes, 1969
- Walkerella Westwood, 1883

### Sottofamiglia Sycoecinae
Comprende 6 generi che raggruppano 67 specie. 
- Sycoecus Waterston, 1914
- Seres Waterston, 1919
- Philocaenus Grandi, 1952
- Crossogaster Mayr, 1885
- Diaziella Grandi, 1928
- Robertsia Bouček, 1988

### Sottofamiglia Sycophaginae
Comprende 6 generi che raggruppano 57 specie. 
- Anidarnes Bouček, 1993
- Apocryptophagus Ashmead, 1904
- Eukoebelea Ashmead, 1904
- Idarnes Walker, 1843
- Pseudidarnes Girault, 1927
- Sycophaga Westwood, 1840

### Sottofamiglia Sycoryctinae
Comprende 9 generi che raggruppano 140 specie. 
- Apocrypta Coquerel, 1855
- Arachonia Joseph, 1957
- Bouceka Koçak & Kemal
- Critogaster Mayr, 1885
- Dobunabaa Bouček, 1988
- Parasycobia Abdurahiman , 1967
- Philotrypesis Foerster, 1878
- Sycoscapter Saunders, 1883
- Watshamiella Wiebes, 1981

## Alcune specie
- Blastophaga psenes Linnaeus, 1758 - impollinatore di Ficus carica
- Ceratosolen arabicus Mayr - impollinatore di Ficus sycomorus
- Pleistodontes froggatti Mayr, 1906 - impollinatore di Ficus macrophylla

Tra le specie presenti in Italia vanno inoltre ricordate:
- Eupristina verticillata Waterston, 1921
- Odontofroggatia galili Wiebes, 1980
- Philotrypesis caricae Linnaeus, 1758